# 高鰭龍鰧
高鰭龍鰧又名科氏龍鰧是條鰭魚綱鱸形目龍鰧科龍鰧屬一個種。為大西洋東部非洲西岸的熱帶魚類。

## 命名
本魚由法國海洋生物學家查爾斯·魯於1957年命名。種小名是與他共事的另一位法國海洋生物學家讓·科利尼翁（Jean Collignon）的姓氏，以此為致敬。

## 分布
本魚分布於大西洋東部熱帶海域，主要是西非沿岸熱帶海域。沿岸國家為：安哥拉、貝南、佛得角、喀麥隆、剛果共和國、剛果民主共和國、象牙海岸、赤道幾內亞、加彭、加納、幾內亞、幾內亞比索、賴比瑞亞、奈及利亞、塞內加爾、獅子山、多哥。

## 形態
本魚為小型魚，體長最大20公分，不過通常15公分。本魚體型細長，切面側扁，魚體全長是體高的5.4倍、頭長的4.1倍。眼徑是頭長的1/4，兩眼距為眼徑3倍。眼睛上方各有棘2枚，吻端水平棘1枚。側線鱗片共73枚。
第一背鰭硬棘6枚，前2枚較長；第二背鰭軟條27枚，第五條最長，與體高相當，最後一條較短，與臀鰭鰭條相當。鰭條間膜的高度約為中間鰭條高度的一半。臀鰭軟條29條，胸鰭15條。尾鰭中間略為凹入。
體色為淡褐色，側線以下有網狀花紋。

## 生態
本魚見於近岸淺海的軟質海底，最深70公民，以小魚及無脊椎動物為食。

## 經濟利用
本魚為食用魚，有經濟利用價值。

## 風險管理
本魚第一背鰭的棘及鰓蓋棘有毒，可引致嚴重傷害。

## 保護現狀
本魚是當地拖網作業的混獲魚種，但數量顯然不多，當地既無物種保護計劃，也未對物種數量作統計，國際自然保護聯盟於2015年對此評魚為數據缺乏。